# Georgi Daraselia
Georgi ("'Giorgi") Daraselia (Georgisch: გიორგი დარასელია) (Senaki, 17 september 1968) is een voormalig voetballer uit Georgië, die gedurende zijn actieve loopbaan als aanvallende middenvelder speelde voor onder meer Torpedo Koetaisi en Dinamo Tbilisi. Hij beëindigde zijn actieve carrière in 2003 in Israël bij Hapoel Tzafririm Holon FC.

## Interlandcarrière
Daraselia speelde in de periode 1992-1999 acht officiële interlands (één doelpunt) voor het Georgisch voetbalelftal. Hij was begin jaren negentig, vlak voor en na de onafhankelijkheid van Georgië, een van de zogeheten "dragende" spelers in de nationale ploeg.

## Erelijst
Kolcheti 1913 Poti
- Topscorer Oemaghlesi Liga

1995 (26 goals)